# Winthemia bohemani
Winthemia bohemani är en tvåvingeart som först beskrevs av Zetterstedt 1844.  Winthemia bohemani ingår i släktet Winthemia och familjen parasitflugor. Arten är reproducerande i Sverige. Inga underarter finns listade i Catalogue of Life.